# Hooking Up
Hooking Up (Brasil: Mapa do Sexo ) é um filme estadunidense de comédia dramática de 2020 dirigido por Nico Raineau e estrelado por Brittany Snow e Sam Richardson.

## Sinopse
Em Atlanta, os estranhos Darla e Bailey se cruzam quando sua reunião de recuperação de dependência sexual ordenada pelo tribunal é realizada ao lado de seu grupo de apoio ao câncer. Bailey, um sobrevivente do câncer testicular, trabalha em uma academia e está lutando para superar sua ex-noiva, Elizabeth. Darla, uma colunista de sexo, é demitida por seus escritos cada vez mais depravados e suas façanhas no escritório.
Depois de saber que seu testículo restante deve ser removido, um Bailey bêbado tropeça na reunião de Darla por engano e anuncia seu diagnóstico. Desesperada para salvar sua carreira, ela o convida para uma viagem pelo país: eles revisitarão as cenas de seus encontros sexuais anteriores e os recriarão juntos antes da cirurgia. Bailey concorda, com a condição de que eles visitem Dallas, onde ele espera se reconectar com Elizabeth. Sem o conhecimento de Bailey, Darla convence sua ex-editora, Tanya, a deixá-la publicar um blog diário sobre a viagem.
Seguindo um mapa de seu passado sexual, Darla e Bailey se unem enquanto têm encontros em todo o país; ela escreve um post no blog sobre cada encontro, e ele secretamente faz um instagrama da viagem. Darla descobre a paixão de Bailey pelo desenho e ele considera não fazer a cirurgia. Eles entram furtivamente em uma casa que Darla reluta em revisitar, onde ela revela que fez sexo com um homem que sabia ser casado; sua esposa os encontrou, foi embora e ficou paralisada em um acidente de carro. Tomada pela culpa, Darla é consolada por um simpático Bailey.
Em Dallas, Darla é forçada a se passar por namorada de Bailey e conhecer seus pais, que rejeitam sua arte; sua mãe, Cindy, espera reuni-lo com Elizabeth. Esgueirando-se para o quarto de infância de Elizabeth para recriar a perda de sua virgindade, Bailey e Darla passam uma noite romântica juntos, beijando-se pela primeira vez. Ele descobre o blog dela antes de irem a uma festa na casa dos pais de Elizabeth, onde Elizabeth inadvertidamente revela as postagens de Bailey retratando Darla como sua namorada. Darla o confronta por usá-la para deixar Elizabeth com ciúmes, e ele a acusa de usá-lo para seu blog, depreciando sua escrita e passado sexual. Ela o humilha com a verdade na frente de Elizabeth e sua família, e sai violentamente.
Elizabeth se reconecta com Bailey, e ele conta a ela sobre seu novo diagnóstico. Eles se preparam para voltar a Atlanta juntos, mas ela o perturba, revelando seu diagnóstico aos pais. Darla faz sexo com um homem que ela conhece em um bar, antes de mandá-lo embora com raiva. Visitando sua mãe, Betty, que compartilha seu comportamento destrutivo, Darla luta com sua postagem final no blog. Ela fica emocionada ao descobrir os desenhos de Bailey em seu mapa, e sua mãe rejeita sua tentativa de discutir o vício.
Chegando em Atlanta, Bailey percebe que ele e Elizabeth superaram seu relacionamento, e eles se separam amigavelmente. Darla faz as pazes com sua mãe, que conserta seu carro, e ela chega ao grupo de apoio de Bailey no momento em que ele descreve seu apreço por ela. Eles se reconciliam e ele passa por sua segunda orquiectomia, enquanto ela se compromete a tratar seu vício em sexo.
Concordando em permanecer amigos platônicas enquanto se ajudam durante a recuperação, Bailey consegue um emprego como ilustradora, e Darla é oferecida de volta devido à popularidade de seu blog, mas recusa e recebe um adiantamento para escrever seu próprio livro. Um ano depois, o câncer de Bailey está em remissão e Darla passou um ano de recuperação bem-sucedida, e eles concordam em ir a um encontro.

## Elenco
- Brittany Snow como Darla Beane
- Sam Richardson como Bailey Brighton
- Anna Akana como Elizabeth Carthright
- Jordana Brewster como Tanya
- Vivica A. Fox como Cindy Brighton
- Amy Pietz como Betty Beane
- Shaun J. Brown como Franklin
- Alexis G. Zall como Molly

## Recepção
O filme tem uma avaliação de 30% no Rotten Tomatoes. Tara McNamara da Common Sense Media premiou o filme com duas estrelas de cinco.Alan Ng da Film Threat deu ao filme uma nota 7 de 10.
Lisa Kennedy, da Variety, deu uma crítica positiva ao filme e escreveu: "O diretor Nico Raineau e a co-roteirista Lauren Schacher abraçam as batidas familiares da forma enquanto se esfregam em suas convenções com alguns ajustes impertinentes, às vezes cativantes."
Frank Scheck, do The Hollywood Reporter, deu uma crítica negativa ao filme e escreveu: "Você não pensaria que o vício em sexo e o câncer testicular são tópicos que poderiam ser explorados por qualquer um, exceto o mais barato dos risos. E Hooking Up provaria que você estava certo."